# Сальский ипподром
Сальский ипподром ― бывший ипподром областного значения располагавшийся в городе Сальске Ростовской области (1935—2017 г.г.).

## История
В 1935 году Сальский государственный племенной рассадник стал первым по разведению донских и англо-донских лошадей. В том же году при нём появился постоянно действующий ипподром. Ипподром имел статус областного значения и официально именовался «Сальский областной ипподром». Наиболее высокие показатели отмечались в период с 1970 по 1991 год. В составе хозяйств пользующихся услугами Сальского ипподрома постоянно значилось 19 ферм и 2 конных завода (Зимовниковский и им. С. М. Буденного). В эти годы количество испытанных лошадей колебалось от 200 до 350. После распада СССР, эти показатели сильно сократились. Например, в 2012 году на ипподроме был всего один скаковой день.
Ипподром занимает площадь в 39,9 га. Круг простой, не огороженный, бровка спланирована грейдером. Длина скаковой дорожки — 1609 м. Стартовых боксов нет. Старт производится по отмашке флажка стартера после выравнивания участников скачки. На территории Сальского ипподрома находятся конюшни, спортивный манеж, левады для лошадей, небольшая гостиница. Сальский ипподром, продолжает совмещать функцию ГЗК — конюшни, в которой содержатся жеребцы-производители верховых и упряжных пород, предоставляемые на случку в другие конные хозяйства.
В 2000-х годах наиболее известным представителем конюшни является чистокровный английский гнедой жеребец Пилигрим (2007 г.р.), занявший в 2011 году 7 место в одной из скачек на Ростовском ипподроме.
С 1997 по 2011 год ФГУ ГЗК «Сальская» находилось в ведомстве Минсельхоза России. В 2012 году ГЗК возобновил деятельность.
В 2011 году на ипподроме произошло убийство, получившее большой резонанс в местной прессе.
На ипподроме часто проводятся праздничные мероприятия, например, празднование 200-летия Сальска в 2012 году и день города Сальска в 2013 году.
С 2017 года Сальский ипподром как организация ликвидирован. Находящиеся на территории ипподрома постройки, в том числе бывшее двухэтажное административное здание с гостиницей, конюшни и прочие находятся в неудовлетворительном или заброшенном состоянии. Дальнейшая судьба бывшего Сальского областного ипподрома неизвестна. Возможно в будущем существующая территория площадью в 40 гектаров будет отдана под жилую застройку города.